# Andriashevia aptera
Andriashevia aptera är en fiskart som beskrevs av Fedorov och Neyelov, 1978. Andriashevia aptera ingår i släktet Andriashevia och familjen tånglakefiskar. Inga underarter finns listade i Catalogue of Life.